# أوديوجو
كان أوديوجو (المعروف سابقًا باسم بي بي سي المسموعة) ناشرًا للكتب الصوتية ومجموعة من الكلمات المنطوقة والعناوين المطبوعة الكبيرة. كانت الأغلبية مملوكة لشركة أوديوجو أل تي دي الأقلية مملوكة لشركة بي بي سي في العالمية. تم تشكيلها في عام 2010، عندما اشترت أوديوجو حصة الأغلبية في بي بي سي المسموعة، وتم تداولها حتى دخلت الإدارة في عام 2013.
نشرت أوديوجو روايات صوتية غير مختصرة، ومجموعة راديو بي بي سي التي أدرجت المسرحيات والمخرجات الواقعية المشتقة من برامج راديو بي بي سي. تم نشر الروايات تحت بصمة أوديوجو، والمحتوى من مصدر بي بي سي تحت بصمة بي بي سي أوديو، وشكل الأخير حوالي 20٪ من العناوين الجديدة اعتبارًا من عام 2010. 

## فهرس
كان لدى أوديوجو حوالي 8500 عنوان في الكتالوج الخاص بها في الوقت الذي دخلت فيه الإدارة في عام 2013. عندئذٍ، تم بيع كتالوج أوديوجو'ز للعناوين غير التابعة لـ بي بي سي إلى أوديوبل. كوم.
تم ترخيص عناوين بي بي سي، التي كانت تُعرف سابقًا باسم مجموعة راديو بي بي سي، والتي اعتبرها خبراء الصناعة كأكثر الأصول قيمة، إلى صوت البيت العشوائي.  تضمنت المسلسلات الدرامية الإذاعية الشهيرة مثل دكتور هو و الهوبيت و سيد الخواتم ، بالإضافة إلى الكوميديا الإذاعية بما في ذلك أنا آسف لم يكن لدي فكرة و دقيقة فقط .

## التاريخ التجاري
مملوكة من قبل بي بي سي العالمية، تم إنشاء بي بي سي المسموعة من خلال دمج مجموعة راديو تغطية للتغطية وكتب تشيفرز الصوتية (تشيفرز صحافة) في عام 2001. اشترت بي بي سي المسموعة تغطية للتغطية في عام 2000، وهي شركة متخصصة في التسجيلات الصوتية غير المختصرة، وقد أسستها هيلين نيكول، مؤلفة كتاب ميج وموج، في عام 1983. كانت كتب تشفيرز الصوتية واحدة من أوائل شركات الكتب الصوتية التجارية ومن أوائل الشركات التي وظفت ممثلين محترفين للسرد.
في يوليو 2010، بي بي سي العالمية، في ذلك الوقت من قبل الرئيس التنفيذي جون سميث أدى باعت حصة 85٪ في الكاسيت بي بي سي ل أوديوجو المحدودة، وهي شركة شكلتها السابق متعدد الجرام كبار التنفيذيين مايكل كوهن وستة شركاء، لذكرت £ 10M ل£ 15 م.  في عام 2011، استحوذت أوديوجو على شركة الكتب الصوتية الأمريكية رف كتب الصوت.
في أكتوبر 2013، اعلنت أوديوجو أل تي دي أنها ستعلق عملياتها بسبب «تحديات مالية كبيرة»، وأنها كانت تسعى لاستثمارات جديدة أو بيع العمل.تم بيع ذراع الولايات المتحدة، صوت بلاكسون الذي تم الاستحواذ عليه في يناير 2013،  مرة أخرى لمؤسسيها، عائلة بلاك، مع عمليات أوديوجو الأمريكية الأخرى في نفس الوقت.
في نهاية أكتوبر 2013، قدمت أوديوجو أل تي دي إخطارًا بنية تعيين مديرين حيث لم تتمكن من العثور على مشتر أو مستثمر. تم تعيين شركة المحاسبة بي دي أو كمسؤول.
في تشرين الثاني (نوفمبر) 2013، أُعلن أنه تم الاستغناء عن 57 موظفًا،  وأنه سيتم نقل حقوق الترخيص لـ 5000 عنوان غير تابع لـ بي بي سي إلى مسموع المملوكة لشركة امازون.كوم - بانتظار الموافقة من المؤلفين والناشرين المتأثرين. في ديسمبر 2013، توصلت صوت منزل عشوائي إلى اتفاقية مع بي بي سي العالمية لترخيص حقوق كتالوج بي بي سي الصوتي المرموق البالغ 3500، قائلة إنها ستتولى «المسؤولية الوحيدة عن المبيعات وإدارة المخزون وتوزيع الأقراص المدمجة المادية التي تحمل علامة بي بي سي في المملكة المتحدة وبقية العالم باستثناء أمريكا الشمالية وأستراليا ونيوزيلندا» و«تحمل المسؤولية العالمية عن مبيعات التنزيل مع بائعي التجزئة الرقميين الرائدين، بما في ذلك المسموع». 
أفاد موقع أوديوجو أنه سيغلق في 1 فبراير 2014، ومع ذلك، توقفت المبيعات على الموقع قبل أشهر من ذلك.